# ジェームスほたて
ジェームス ほたて（12月11日 - ）は、日本の漫画家。兵庫県明石市出身。過去に高橋 くるみ（たかはし くるみ）名義を使用し、小暮 マリコ（こぐれ マリコ）名義でも作品を発表している。

## 経歴・特徴
1998年、『MANGA絶対満足』（笠倉出版社）でデビュー。以後『漫画ばんがいち』などの他の成年誌、さらには『ヤングコミック』を初めとする一般誌に発表の場を広げる。2001年からは『COMIC MUJIN』掲載作品（およびジェーシー出版・ティーアイネット刊行の単行本）で「小暮マリコ」名義を、2002年からは『コミックPOT』掲載作品（およびメディアックス刊行の単行本）で「高橋くるみ」名義を使用していた。小暮・高橋名義の単行本は、どれもその後ジェームスほたて名義で再発行されている。
瞳の大きい、下ぶくれの顔をした登場人物を描くことが多い。女性の可愛らしさとけなげさを伝えることに留意している。

## 作品リスト

### ジェームスほたて名義
成人向け
1. 『天使のしっぽ』 笠倉出版社〈カルトコミックス〉、2000年11月発売、ISBN 978-4-77300-617-9
2. 『君に逢えたら』 メディアックス〈MDコミックス〉、2002年1月1日発売、ISBN 978-4-89613-474-2
3. 『プチクリ』 蒼竜社〈プラザコミックス〉、2003年2月1日発売、ISBN 978-4-88386-184-2
4. 『天使のしっぽちゅっ』 茜新社〈TENMA COMICS J〉、2004年1月20日発売、ISBN 978-4-87182-634-1
5. 『天使の誘惑』 コアマガジン〈MEGASTORE WEB COMICS〉、2015年7月1日発売[6] ※電子書籍のみ
6. 『褐色悪魔と腹黒男』 茜新社〈TENMACOMICS 好色少年〉、2017年9月28日発売[7]、ISBN 978-4-86349-656-9

一般向け
- 『ラブ♥ハニ〜LOVE HONEYCOMB〜』 少年画報社〈ヤングキングコミックス〉、2004年7月28日発売[8]、ISBN 978-4-7859-2445-4、全1巻
- 『モモ色♥クリニック』 少年画報社〈ヤングキングコミックス〉、全3巻
  1. 2004年6月25日発売、ISBN 978-4-7859-2435-5
  2. 2005年4月25日発売、ISBN 978-4-7859-2529-1
  3. 2006年2月27日発売[9]、ISBN 978-4-7859-2610-6
- 『サニー・サイドアップ♥』 少年画報社〈ヤングコミックコミックス〉、全2巻
  1. 2006年11月27日発売[10]、ISBN 978-4-7859-2721-9
  2. 2007年7月26日発売[11]、ISBN 978-4-7859-2819-3
- 『オモチャのお姫様』 少年画報社〈ヤングコミックコミックス〉、全3巻
  1. 2008年6月27日発売[12]、ISBN 978-4-7859-2983-1
  2. 2009年2月26日発売[13]、ISBN 978-4-7859-3118-6
  3. 2009年10月28日発売[14]、ISBN 978-4-7859-3255-8
- 『団地妻さんのしあわせ』 少年画報社〈ヤングコミックコミックス〉、2010年4月10日発売[15]、ISBN 978-4-7859-3360-9
- 『キスメグルセカイ』 芳文社〈まんがタイムKRコミックス フォワードシリーズ〉、全2巻
  1. 2010年10月12日発売[16]、ISBN 978-4-8322-7950-6
  2. 2011年11月11日発売[16]、ISBN 978-4-8322-4082-7
- 『愛恋千鳥』 少年画報社〈ヤングコミックコミックス〉、全2巻
  1. 2011年1月11日発売[17]、ISBN 978-4-7859-3546-7
  2. 2011年10月11日発売[18]、ISBN 978-4-7859-3717-1
- 『新妻のそだて方』 少年画報社〈ヤングコミックコミックス〉、全3巻
  1. 2012年5月10日発売[19]、ISBN 978-4-7859-3834-5
  2. 2013年1月10日発売[20]、ISBN 978-4-7859-3999-1
  3. 2013年9月10日発売[21]、ISBN 978-4-7859-5121-4 - 『俺とロボ美の7日間』収録
- 『女のコがHなマンガ描いちゃダメですか?』 少年画報社〈ヤングキングコミックス〉、全3巻
  1. 2012年7月19日発売[22]、ISBN 978-4-7859-3884-0
  2. 2013年2月19日発売[23]、ISBN 978-4-7859-4023-2
  3. 2013年10月28日発売[24]、ISBN 978-4-7859-5146-7
- 『夢で逢いましょう』 少年画報社〈ヤングキングコミックス〉、全3巻
  1. 2014年4月10日発売[25]、ISBN 978-4-7859-5257-0
  2. 2014年11月10日発売[26]、ISBN 978-4-7859-5413-0
  3. 2015年7月10日発売[27]、ISBN 978-4-7859-5584-7
- 『たそがれ橋駅前 おもかげ食堂』 少年画報社〈ヤングキングコミックス〉、全2巻
  1. 2016年4月11日発売[28]、ISBN 978-4-7859-5747-6
  2. 2016年11月10日発売[29]、ISBN 978-4-7859-5892-3
- 『キミに最高の人生を』 少年画報社〈ヤングキングコミックス〉、全2巻
  1. 2018年4月10日発売[30]、ISBN 978-4-7859-6189-3
  2. 2018年12月10日発売[31]、ISBN 978-4-7859-6347-7
- 『ヤンキー娘になつかれて今年も受験に失敗しそうです』 少年画報社〈ヤングキングコミックス〉、全6巻
  1. 2019年9月10日発売[32]、ISBN 978-4-7859-6514-3
  2. 2020年3月10日発売[33]、ISBN 978-4-7859-6621-8
  3. 2020年8月17日発売[34]、ISBN 978-4-7859-6727-7
  4. 2021年2月10日発売[35]、ISBN 978-4-7859-6856-4
  5. 2021年7月12日発売[36]、ISBN 978-4-7859-6942-4
  6. 2022年5月10日発売[37]、ISBN 978-4-7859-7135-9
- 『まゆりさんのいる銭湯』 少年画報社〈ヤングキングコミックス〉、既刊1巻
  1. 2024年8月7日発売[38]、ISBN 978-4-7859-7735-1

### 小暮マリコ名義
- 『熟娘』 2003年5月24日発行、ジェーシー出版〈ジェーシーコミックス〉、ISBN 978-4-90185-816-8

※ジェームスほたて名義で一般向け電子書籍として少年画報社より2021年6月10日再発売
- 『甘熟娘』[40] 2004年9月6日発行、ティーアイネット〈MUJIN COMICS〉、ISBN 978-4-88774-122-5

※ジェームスほたて名義で一般向け電子書籍として少年画報社より2021年6月10日再発売
- 『夕立が止む前に』[40] 2006年11月10日発売、ティーアイネット〈MUJIN COMICS〉、ISBN 978-4-88774-204-8

※ジェームスほたて名義で一般向け電子書籍として少年画報社より2021年6月10日再発売
- 『コイノハナ』 2008年9月12日発売[43]、ティーアイネット〈MUJIN COMICS〉、ISBN 978-4-88774-276-5

※ジェームスほたて名義で一般向け電子書籍として少年画報社より2021年5月25日再発売
- 『俺専彼女』 2010年3月19日発行（2010年3月5日発売[45]）、ティーアイネット〈MUJIN COMICS〉、ISBN 978-4-88774-342-7

※ジェームスほたて名義で一般向け電子書籍として少年画報社より2021年6月10日再発売

### 高橋くるみ名義
- 『純情痴体』 2003年8月9日発売、メディアックス〈MDコミックス〉、ISBN 978-4-89613-969-3

※『純情痴体 リクエスト版』として、ジェームスほたて名義で同社から2005年12月17日再発売、ISBN 978-4-86201-011-7